# Гавриленко Павло Никифорович

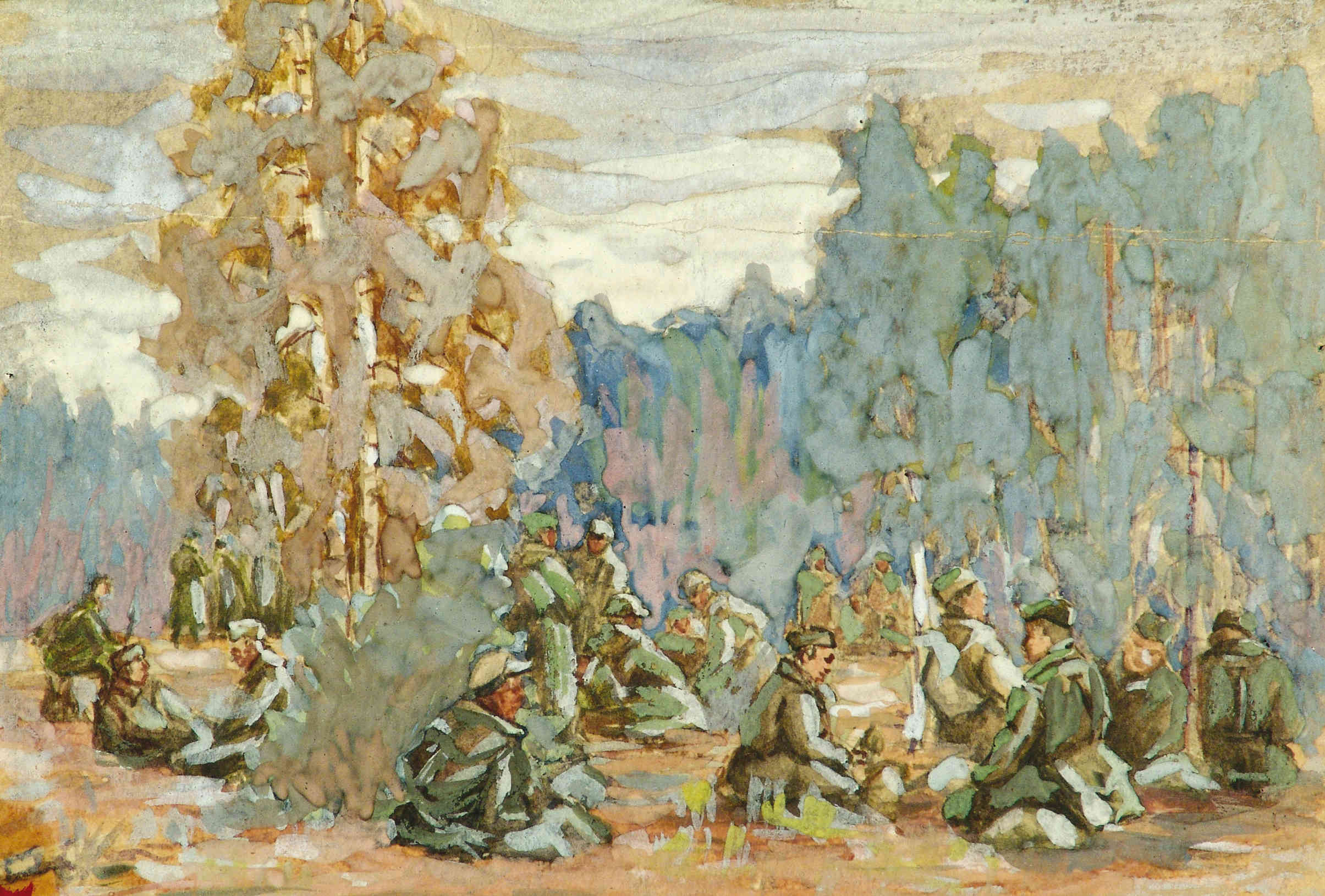
«На привалі», 1943. НХМ РБ

Павло Никифорович Гавриленко (28 лютого 1902, с. Костюковка, Гомельський район — 4 лютого 1961) — білоруський живописець.

## Біографія
Закінчив Вітебський художній технікум, де навчався у В. Руцая, М. Енде, Ф. Фогта, в 1930 році. Учасник Великої Вітчизняної війни. Один з організаторів молодіжного об'єднання Асоціації художників революції у Вітебську (1928—1930).
У 1933-36 голова оргкомітету, у 1956-61 голова Спілки художників БРСР.
Депутат Верховної Ради БРСР у 1951-55.

## Творчість

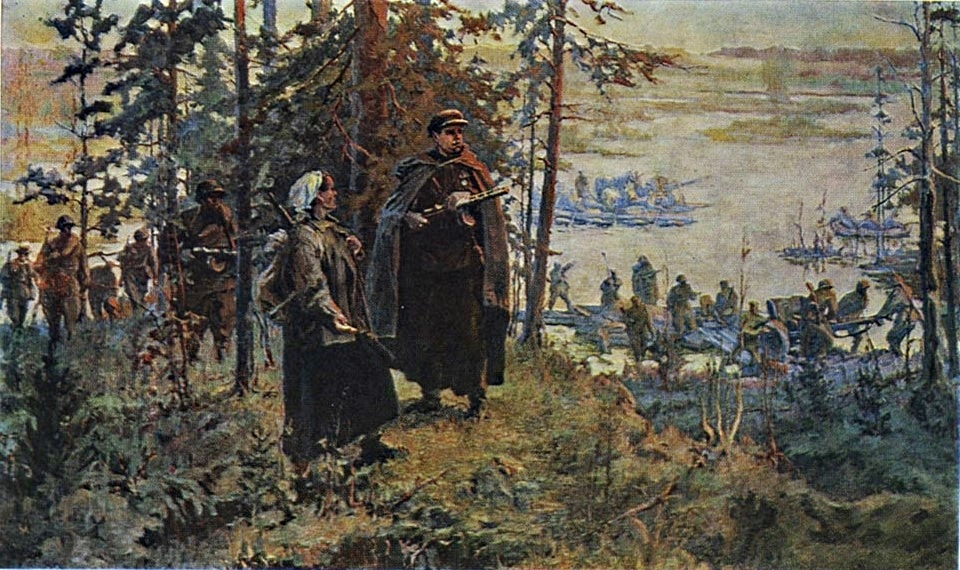
«Переправа», 1945

Автор творів про історико-революційні події, трудові будні міста і села, подвиги білоруських партизанів, а також портретів і пейзажів («Колгоспна бригада», 1931; «Прорив німецької оборони», 1942; «Портрет хлопчика-партизана», 1943; «Партизани на Поліссі», 1944; «На партизанському аеродромі», 1950; «Йде ешелон», 1957; «Весна», 1958; «На риштованні», 1960).

## Пам'ять

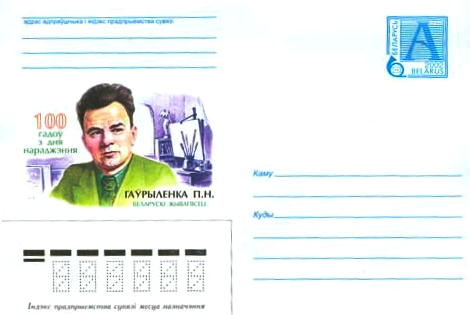
Белпошта, 2002

У 2002 році Білоруською поштою випущений пам'ятний конверт до 100-річчя Павла Гавриленка — його портрет на тлі майстерні. Автор конверта — художник А. Федін. Тираж — 100 000 примірників.